# Cephalocereus nudus
Cephalocereus nudus ist eine Pflanzenart aus der Gattung Cephalocereus in der Familie der Kakteengewächse (Cactaceae).

## Beschreibung
Cephalocereus nudus wächst baumförmig mit einzelnen oder verzweigten Trieben und erreicht Wuchshöhen von 7 bis 10 Metern. Gelegentlich ist ein bis zu 2 Meter hoher Stamm vorhanden, der Durchmesser von 18 bis 90 Zentimeter aufweist. Die graugrünen, mehr oder weniger aufrechten Triebe sind 5 bis 7,5 Meter lang und erreichen Durchmesser von 12 bis 17,5 Zentimeter. Die 13 bis 17 scharfen Rippen sind gewellt. Der einzelne, gelbliche bis etwas purpurfarbene Mitteldorn ist gerade oder etwas nach innen gebogen und 1,2 bis 2,4 Zentimeter lang. Die fünf weißlich grauen Randdornen sind etwas biegsam und bis 18 Millimeter lang.
Die röhrenförmigen Blüten erscheinen seitlich an den Trieben oder in der Nähe der Triebspitzen. Sie sind weiß, 8 Zentimeter lang und erreichen Durchmesser von 2,5 bis 3,4 Zentimetern. Ihr Perikarpell und die Blütenröhre sind mit vorstehenden Höckern, papierartigen Schuppen sowie Wolle und Borsten besetzt. Die ellipsoiden, grünen Früchte reißen der Länge nach auf und sind bis 2,5 Zentimeter lang.

## Verbreitung und Gefährdung
Cephalocereus nudus ist in den mexikanischen Bundesstaaten Colima, Guerrero und Michoacán verbreitet.
In der Roten Liste gefährdeter Arten der IUCN wird die Art als „Least Concern (LC)“, d. h. als nicht gefährdet geführt.

## Taxonomie und Systematik
Die Erstbeschreibung erfolgte 1948 durch Elmer Yale Dawson. Später stellte der Erstbeschreiber selbst sie als Neobuxbaumia tetetzo var. nuda  zur Art Neobuxbaumia tetetzo (heute Synonym von Cephalocereus tetetzo), was aber später nicht akzeptiert wurde.
Die Art wurde unter dem synonymen Namen Neobuxbaumia squamulosa im Jahr 1990 ein zweitesmal beschrieben. Die Synonymie wurde 2017 von Héctor J. Tapia und Kollegen festgestellt. In derselben Arbeit synonymisierten sie die ehemalige Gattung Neobuxbaumia mit Cephalocereus. Es hatte sich erwiesen, dass diese sowohl paraphyletisch als auch in die weiter gefasste Gattung Cephalocereus eingeschachtelt ist, so dass keine eigenständige Gattung zu rechtfertigen war.

## Nachweise